# Harbel
Harbel är en ort i Liberia, som anlades av den amerikanska koncernen Firestone som centrum för deras gummiplantage i distriktet Firestone. Den ligger i Margibi County, i den centrala delen av landet, 50 km öster om huvudstaden Monrovia.